# ミッションビエホ (カリフォルニア州)
ミッションビエホ（英: Mission Viejo、(発音: [ˈmɪʃən viːˈeɪhoʊ]、発音からはミッションヴィーエイホウと表記できる）は、アメリカ合衆国カリフォルニア州のオレンジ郡にある都市。南部のサドルバック・バレー位置している。人口は9万3653人（2020年）。
モーガン・クイットノーによる2007年犯罪統計調査（FBIのデータに基づく）で、アメリカ合衆国の最も安全な都市にランクされた。2009年のCQプレスでは、カリフォルニア州で第1位、全米で第3位の安全都市とされた。国内で1つのプロジェクトとして建設された計画都市では最大級のものと考えられ、その大きさで並ぶのはコロラド州ハイランズランチくらいである。
ミッションビエホはその性格からも文化的にも郊外都市である。市域内には多くの事務所や事業所があるものの、大半は住宅地域である。大変多くの一戸建て住宅と幾つかの集合住宅があり、2年制のコミュニティ・カレッジと地域ショッピングセンターのショップス・アット・ミッションビエホがある。
ミッションビエホという名前はスペインによる大きな特許土地だったランチョ・ミッションビエホから来ており、そのランチョの中に町が造られた。スペイン語で「古い伝道所」を意味するが、市内にスペインの伝道所が残っている訳ではない。またスペイン語の男性形容詞を女性名詞につけて使うという文法的誤りを犯している。正しくは「ミシオンビエハ」 (misión vieja) となるはずであるが、地名自体が英語化しているため厳密には誤りであるとは言いにくい。

## 歴史
ミッションビエホは丘の多い地域であり、農場としてほとんど使われなかったので、主に牛と羊の放牧場だった。その地形的な複雑さのためにオレンジ郡の中でもほとんど都会化されない最大級の地域だった。この土地をメキシコ人のジョン・フォスター、メキシコ名ではドン・フアンが購入した。米墨戦争の間、ジョン・フォスターがアメリカ合衆国軍に生きの良い馬を供給し、これがサンディエゴからの行軍に使われ、ロサンゼルス市を取り戻すことができた。
1960年、初期の土地開発者はミッションビエホの土地を単に「開発不能」として処理してしまった。都市計画者で後にアーバイン・カンパニーの社長になったドナルド・ブレンがマスタープランを作成し、渓谷に道路を、丘に家屋を置き、地域の地形に合わせた計画とした。この計画がうまくいき、1980年にはミッションビエホ市の大半が完成した。1970年代後半と1980年代に、住宅の需要が高かったので、家を建て始める前でも建設区画が売り切れることが多かった。これらの家屋とショッピングセンターは、アドビのような化粧漆喰壁と筒瓦の屋根を持つスペイン伝道所様式でほとんど均一に設計された。ミッションビエホの多くの地点はドナルド・ブレンがスペイン建築に傾倒していることの最初かつ最大の顕現だった。ドナルド・ブレンはアーバインとニューポートビーチ郊外の開発計画立案者でもあった。その会社は業態を拡大し、アリゾナ州テンピのレイクス・プロジェクト、コロラド州のミッションビエホ・オーロラを建設することになり、やはりデンバー都市圏の郊外であるハイランズランチの最初のマスタープランも制作した。

### 市章
ミッションビエホ市の市章はデザイナーで元市民のカール・グラスフォードがデザインし完成させた。

## 地理
ミッションビエホは北緯33度36分46秒 西経117度39分22秒 / 北緯33.61278度 西経117.65611度に位置する。アメリカ合衆国国勢調査局に拠れば、市域全面積は19.0平方マイル (49.3 km2)であり、このうち陸地は18.7平方マイル (48.3 km2)、水域は0.4平方マイル (1.0 km2)で水域率は1.94％である。水域の大半は、オリンピアード道路からマルゲリート・パークウェイに添ってアリシア・パークウェイまで約1マイル (1.6 km) にわたって伸びる人造湖、ミッションビエホ湖である。
ミッションビエホ市は、北西にレイクフォレスト市、北東にトラブコキャニオン、東にランチョ・サンタマルゲリータ市とラデラランチ、南にはサンフアン・カピストラーノ市、西にラグナニゲル市とラグナヒルズ市と接している。

### 気候
ミッションビエホは亜乾燥気候と地中海性気候の境目にある（ケッペンの気候区分ではBSh/Csa）。
| ミッションビエホの気候       | ミッションビエホの気候 | ミッションビエホの気候 | ミッションビエホの気候 | ミッションビエホの気候 | ミッションビエホの気候 | ミッションビエホの気候 | ミッションビエホの気候 | ミッションビエホの気候 | ミッションビエホの気候 | ミッションビエホの気候 | ミッションビエホの気候 | ミッションビエホの気候 | ミッションビエホの気候 |
| 月                           | 1月                    | 2月                    | 3月                    | 4月                    | 5月                    | 6月                    | 7月                    | 8月                    | 9月                    | 10月                   | 11月                   | 12月                   | 年                     |
| ---------------------------- | ---------------------- | ---------------------- | ---------------------- | ---------------------- | ---------------------- | ---------------------- | ---------------------- | ---------------------- | ---------------------- | ---------------------- | ---------------------- | ---------------------- | ---------------------- |
| 平均最高気温 °C （°F）       | 19 (66)                | 19 (67)                | 22 (72)                | 23 (73)                | 26 (78)                | 28 (82)                | 28 (83)                | 28 (82)                | 26 (78)                | 22 (72)                | 20 (68)                | 19 (67)                | 23 (74)                |
| 平均最低気温 °C （°F）       | 8 (47)                 | 9 (48)                 | 11 (51)                | 13 (55)                | 15 (59)                | 17 (62)                | 17 (63)                | 17 (62)                | 14 (57)                | 11 (51)                | 9 (49)                 | 8 (47)                 | 12 (54)                |
| 降水量 mm （inch）           | 74.9 (2.95)            | 85.9 (3.38)            | 72.4 (2.85)            | 21.6 (0.85)            | 6.6 (0.26)             | 3.6 (0.14)             | 0.8 (0.03)             | 3.8 (0.15)             | 7.6 (0.30)             | 8.1 (0.32)             | 26.7 (1.05)            | 44.4 (1.75)            | 356.4 (14.03)          |
| 出典：Intellicast 2010-02-18 |                        |                        |                        |                        |                        |                        |                        |                        |                        |                        |                        |                        |                        |

## 人口動態
以下は2000年の国勢調査による人口統計データである。
| 基礎データ - 人口: 93,102人 - 世帯数: 32,449世帯 - 家族数: 25,212家族 - 人口密度: 1,926.4人/km2（4,990.1/人/mi2） - 住居数: 32,986軒 - 住居密度: 682.5軒/km2（1,767.9軒/mi2） 人種別人口構成 - 白人: 79.7% - アフリカン・アメリカン: 1.6% - ネイティブ・アメリカン: 0.4% - アジア人: 8.3% - 太平洋諸島系: 0.1% - その他の人種: 6.2% - 混血: 3.7% - ヒスパニック・ラテン系: 15.9% 年齢別人口構成 - 18歳未満: 27.1% - 18-24歳: 6.6% - 25-44歳: 30.5% - 45-64歳: 24.9% - 65歳以上: 10.9% - 年齢の中央値: 38歳 - 性比（女性100人あたり男性の人口） - 総人口: 95.7 - 18歳以上: 91.7 | 世帯と家族（対世帯数） - 18歳未満の子供がいる: 39.7% - 結婚・同居している夫婦: 66.1% - 未婚・離婚・死別女性が世帯主: 8.1% - 非家族世帯: 22.3% - 単身世帯: 17.3% - 65歳以上の老人1人暮らし: 6.0% - 平均構成人数 - 世帯: 2.84人 - 家族: 3.22人 収入と家計（2008年推計） - 収入の中央値 - 世帯: 93,330 米ドル - 家族: 113,439米ドル - 性別 - 男性: 74,703米ドル - 女性: 53,196米ドル - 人口1人あたり収入: 41,459米ドル 全国平均：21,587米ドル - 貧困線以下 - 対人口: 4.4% - 対家族数: 1.9% - 18歳未満: 5.1% - 65歳以上: 6.0% |

## 医療
ミッション病院がオレンジ郡南部で最大の病院であり、地域トラウマセンターとして機能している。ここには2か所あるオレンジ郡子供病院の1つもあり、小児医療を行っている。

## レクリエーションと観光
レクリエーション活動は豊富である。新しく改装されたノーマン・P・マリー・地域社会高齢者センターのようなレクリエーション地が多くあり、1平方マイル (2.59 km2) あたり約2つの公園がある。ゴルフコースは、ミッションビエホ・カントリークラブ、カスタ・デル・ソル・ゴルフコース、およびアロヨ・トラブコ・ゴルフクラブの3か所がある。市の中央に人造湖のミッションビエホ湖があり、ミッションビエホ市民の民間団体が水際の注文住宅、集合住宅、貸しボートおよび水泳湖浜を備えている。

## 経済

### 主要雇用主
ミッションビエホ市の包括的年間財務報告書2009年版によれば、市内の雇用主トップ10は以下の通りである。
| 順位 | 雇用主                           | 従業員数 |
| ---- | -------------------------------- | -------- |
| 1    | サドルバック・カレッジ           | 2,196    |
| 2    | ミッション病院                   | 1,349    |
| 3    | ユニシス                         | 1,000    |
| 4    | クエスト・ダイアグノスティックス | 500      |
| 5    | コールドウエルバンカー           | 410      |
| 6    | サドルバック・バレー統一教育学区 | 400      |
| 7    | ノードストローム                 | 300      |
| 8    | メイシーズ                       | 275      |
| 9    | ミッションビエホ市               | 260      |
| 10   | ブリストル・ファームズ           | 250      |

## 政治
市内登録有権者は56,286人おり、このうち31,090人 (55.2%) は共和党を、14,319人 (25.4%) は民主党を支持しており、8,790人 (15.6%) は支持政党を表明せず、残り2,087人 (3.8%) は少数政党支持者だった。
カリフォルニア州議会では、上院の第33および下院の第71選挙区に属している。連邦議会下院ではカリフォルニア州第42選挙区に属し、クック投票動向指数では共和党+10となっている。2010年時点ですべて共和党議員が務めている。

## スポーツ
市内には青年用複合運動施設であるミッションビエホ・ユース・アスレティック公園がある。この公園には8面の野球場と5面のサッカー場がある。ここをリトルリーグの第68地区とアメリカ青年サッカー機構の第84地区が使用し、サッカークラブとしてはパテアドレス、ミッションビエホ、ウェストコースト、サドルバック統合の4クラブがある。
1970年代と1980年代には、ミッションビエホ・ナダドーレス水泳チームとミッションビエホ・ナダドーレス飛び込みチームが、全国選手権で何度か優勝し、多くのオリンピック出場選手や世界記録保持者を生み出してきた。オリンピック出場選手としては、シャーリー・ババショフ、ブライアン・グッデル、ラーソン・ジェンソン、メアリーアン・グラハム、ニコル・クラマー、ケイシー・コンバース、マルシア・モレー、ダラ・トーレス、グレゴリー・ローガニス等がいた。
1984年にロサンゼルスで開催されたオリンピックでは、自転車競技ロードレースを市内で開催した。これを記念してそれまでのオニール道路がオリンピアード道路と改名された。
現在町の青年サッカー指導に使われているサッカー専用施設があり、1994年にアメリカで開催されたサッカー・ワールドカップの前と期間中にアメリカ代表チームが練習場として使った。ミッションビエホはアメリカ青年サッカー機構の地区としては国内最大である。
サドルバック・カレッジ球技場では、1996年から2001年までマイナーリーグ野球のウェスタン・ベースボールリーグに所属するミッションビエホ・ビジランテスが試合を行っていた。現在はセミプロの大学チーム、オレンジカウンティ・ファイアが使用している。
ミッションビエホ市からは、ニューヨーク・ジェッツのクォーターバックであるマーク・サンチェス、ニューヨーク・ヤンキースの投手であるフィル・ヒューズ、アリゾナ・ダイアモンドバックスの一塁手であるアダム・ラローシュが出ている。

## 教育
ミッションビエホの公共教育（kindergartenから12年生まで）は、地域によってカピストラーノとサドルバック・バレーという2つの統一教育学区に分かれ、どちらの学区に含まれるかによって学校の始業・終業日程が異なる。カピストラーノ統一教育学区は市内の東部、北東部および南部を管轄しており、8つの学校がある。2006年時点でこの学区の高校生は全てカピストラーノ・バレー高校に通っている。市内西部（オソ・パークウェイの北とマルゲリート・パークウェイに西でアリシア・パークウェイまで）の生徒はサドルバック・バレー統一教育学区のミッションビエホ高校に通っている。市内最北部の生徒はサドルバック・バレー統一教育学区のトラブコヒルズ高校に通っているが、そこの生徒の大半はランチョ・サンタマルガリータとレイクフォレストの住人である。
シルベラド高校、ミラモンテ高校およびパスファインダー高校は継続学習と成人用の学校である。シルベラド高校は全日制だが、ミラモンテ高校は同じキャンパスを使いながら厳格な独立系教育を行っている。
市内南部、ザ・ショップス・アット・ミッションビエホとカピストラーノ・バレー高校に近いサドルバック・カレッジは大規模なコミュニティ・カレッジである。その姉妹校に、同じく2年制のアーバイン・バレー・カレッジがある。
さらに、カリフォルニア大学アーバイン校、チャップマン大学、アメリカ創価大学およびカリフォルニア州立大学フラトン校（アーバイン・キャンパス）といった4年制大学も近隣都市に位置している。
ラ・ティエラ小学校は予算縮小のために2009年6月で閉校になった。この学校は小規模で児童数が少なかったので選定された。今後通知があるまで閉校されたままである。ミッションビエホ市民はこの小学校を「大きな心を持った小さな学校」と呼んでいる。ここの児童はデル・セロ小学校に転校となった。
市内初の小学校であるオニール小学校もサドルバック・バレー統一教育学区の予算縮小で2009年6月で閉校になった。この学校の周りのディアンヌ・コミュニティに住む児童は近くのデ・ポルトラ小学校に転校した。湖の北に家がある児童はランチョ・サンタマルガリータにあるメリンダハイツ小学校に転校した。
カピストラーノ統一教育学区の小学校は6校、中学校は1校、高校は2校である。サドルバック・バレー統一教育学区の小学校は現在7校、中学校は2校、高校は2校である。この他に私立学校が2校ある。

## 著名な出身者と住人
- アレン・クレイグ - プロ野球選手
- ブライアン・グッデル - 競泳選手
- デヴィッド・ヘンリー - 俳優

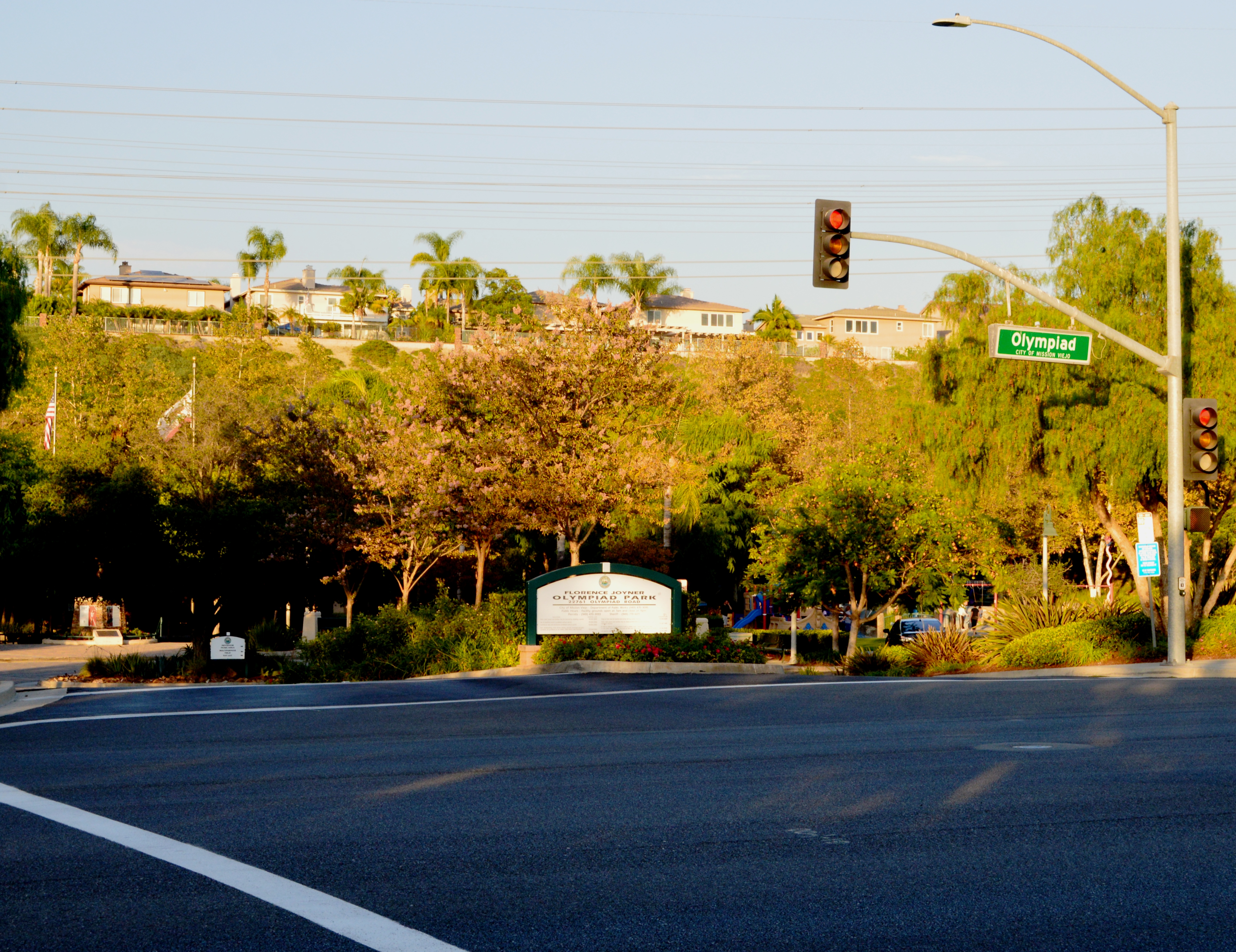
フローレンス・ジョイナー オリンピック公園

- ロレンソ・ヘンリー - 俳優（デヴィッド・ヘンリーの弟）
- フィル・ヒューズ - プロ野球選手
- クイントン・ジャクソン - 総合格闘家、俳優
- フローレンス・グリフィス＝ジョイナー - 陸上競技選手
- マイケル・ロペス＝アレグリア - 宇宙飛行士
- グレゴリー・ローガニス - 飛込競技選手
- ジェイソン・ミラー - 総合格闘家
- ノア・マンク - 俳優
- マーク・サンチェス - プロアメリカンフットボール選手
- サバンナ - ポルノ女優
- マット・ソーラム - ドラマー
- クリスティ・スワンソン - 女優